# 앤지 트리베카
《앤지 트라이베카》(영어: Angie Tribeca)는 2016년부터 2018년까지 TBS에서 방영한 미국 시트콤이다. 경찰물 장르를 패러디한 내용으로, 러시다 존스가 제목의 주인공을 연기한다.

## 출연

### 주연
- 러시다 존스 - 앤절라 "앤지" 트라이베카 형사 역
- 헤이스 맥아더 - 제이슨 "제이" 가일스 형사/경위 역
- 제리 번스 - 프리티킨 "쳇" 앳킨스 경위/경감 역
- 디온 콜 - 대니얼 J. "DJ" 태너 역
- 안드레이 버뮬런 - 모니카 숄스 박사 역

### 조연
- 앨프리드 몰리나 - 에이들바이스 박사 역

### 특별출연
- 게리 콜 - 에버렛 래머루 교수 역
- 리사 쿠드로 - 모니카 비버쿼 역